# Исполнительный совет Острова Принца Эдуарда
Исполнительный совет Острова Принца Эдуарда (неофициально и чаще Кабинет Острова Принца Эдуарда) — кабинет министров канадской провинции Остров Принца Эдуарда.
Кабинет министров, почти всегда состоящий из членов Законодательного собрания острова Принца Эдуарда, имеет структуру и роль, аналогичную канадскому кабинету министров, хотя и меньше по размеру. Поскольку федеральные и провинциальные обязанности различаются, между федеральным и провинциальным правительствами существуют некоторые различия в портфелях.
Вице-губернатор острова Принца Эдуарда, являясь представителем короля по праву Острова Принца Эдуарда, председательствует в совете и занимает должность губернатора в совете. Другие члены кабинета министров, которые консультируют или выполняют функции королевских заместителей министров, выбираются премьер-министром острова Принца Эдуарда и назначаются вице-губернатором. Большинство министров являются главами министерств, но это не всегда так.
Как и на федеральном уровне, самая важная должность в кабинете министров после должности лидера — это министр финансов, который на Острове Принца Эдуарда именуется провинциальным казначеем. Второй по значимости должностью в провинциальном кабинете обычно является портфель здравоохранения, поскольку он занимает более 40 % годового бюджета провинции. Другие портфели с умеренным влиянием включают транспорт и общественные работы, а также ресурсозависимые министерства, такие как министерство сельского хозяйства или рыболовства.

## Действующий кабинет
Действующий кабинет был сформирован 14 апреля 2023 года после победы Прогрессивно-консервативной партии на всеобщих провинциальных выборах 2023 года.
| Вице-губернатор | Вице-губернатор           |
| --- | ------------------------- |
| Её Честь Достопочтенная Антуанетта Перри | (2017-по настоящее время) |
| Должность | Министр                   |
| Премьер-министр Острова Принца Эдуарда Министр, ответственный за межправительственные дела и отношения с коренными народами                      | Деннис Кинг               |
| Заместитель премьер-министра Острова Принца Эдуарда Министр сельского хозяйства Министр юстиции и общественной безопасности Генеральный прокурор | Блойс Томпсон             |
| Министр окружающей среды, энергетики и борьбы с изменением климата                                                                               | Стивен Майерс             |
| Министр транспорта и инфраструктуры | Эрни Хадсон               |
| Министр образования и дошкольного образования Министр, ответственный за положение женщин                                                         | Натали Джеймсон           |
| Министр рыболовства, туризма, спорта и культуры                                                                                                  | Кори Дигл                 |
| Министр здравоохранения и благополучия | Марк Маклейн              |
| Министр экономического развития, инноваций и торговли Министр, ответственный за дела акадийцев и франкоязычных стран                             | Жиль Арсено               |
| Министр финансов | Джилл Берридж             |
| Министр жилищного строительства, земель и общин                                                                                                  | Роб Ланц                  |
| Министр социального развития и по делам пожилых людей                                                                                            | Барб Рэмси                |
| Министр труда, высшего образования и народонаселения                                                                                             | Дженн Редмонд             |